# Popis hrvatskih vaterpolskih klubova
Popis vaterpolskih klubova iz Hrvatske.
| Indeks: 0-9 A B C Č Ć D Dž Đ E F G H I J K L Lj M N Nj O P Q R S Š T U V W X Y Z Ž |

## A
- Vaterpolski klub Agram
- Vaterpolski klub Arba

## B
- Vaterpolski klub Biograd
- Vaterpolski klub Brist
- Vaterpolski klub Brodarica
- Vaterpolski klub Brodograditelj
- ŽVK Bura
- Vaterpolski klub Burin

## C
- Vaterpolski klub CPK
- Vaterpolski klub Cavtat
- Vaterpolski klub Coning
- Vaterpolski klub Croatia

## D
- Vaterpolski klub Delfin
- HVK Dinamo
- Vaterpolski klub Dubrovački veterani
- Vaterpolski klub Dubrovnik
- Vaterpolski klub Dupin

## G
- Vaterpolski klub Galeb Makarska rivijera
- Vaterpolski klub Gradac
- Vaterpolski klub Gusar (Mlini)
- Vaterpolski klub Gusar (Sveti Filip i Jakov)

## I
- Ženski vaterpolski klub Istrijanka

## J
- Vaterpolski klub Jadran (Kostrena)
- Vaterpolski klub Jadran
- VK Jug
- Ženski vaterpolski klub Jug

## K
- Korčulanski plivački klub
- Vaterpolski klub KVAŠK
- Vaterpolski klub Kaštela
- Vaterpolski klub Korenat
- Vaterpolski klub Kvarner

## L
- Vaterpolski klub Lošinj
- Vaterpolski klub Lubinski porat

## M
- Vaterpolski klub Medveščak
- HAVK Mladost
- Vaterpolski klub Mornar
- Vaterpolski klub Marsonia
- Ženski vaterpolski klub Marsonia

## O
- Hrvatski vaterpolski klub Okruk
- Vaterpolski klub Omiš
- Vaterpolski klub Osijek

## P
- VK POŠK
- Vaterpolski klub Pag
- Vaterpolski klub Pauk
- Vaterpolski klub Pharos
- Sportsko društvo Podgora
- Vaterpolski klub Poreč
- Vaterpolski klub Primorje
- ŽVK Primorje
- Vaterpolski klub Primošten
- Vaterpolski klub Pula
- Vaterpolski klub Pučišća

## R
- Vaterpolski klub Rogotin

## S
- Vaterpolski klub Siscia
- Vaterpolski klub Split
- Vaterpolski klub Stara Sava
- Vaterpolski klub Supetar
- Vaterpolski klub Som

## Š
- VK Šibenik
- Vaterpolski klub Šibenski funcuti
- Vaterpolski klub Šipan

## T
- Vaterpolski klub Taurus
- Vaterpolski klub Tisno
- Vaterpolski klub Trpanj

## U
- Vaterpolski klub UPAS Jadrograd

## V
- Vaterpolski klub Vela Luka
- Vaterpolski klub Veteran '70
- Vaterpolski klub Veterani Zadar
- Vaterpolo klub Vidra
- Ženski vaterpolski klub Viktoria
- VK Vodice
- Vaterpolski klub Vološćica
- VK Vranjic
- Vaterpolski klub Vrsar
- Vaterpolo klub Vukovar

## Z
- Vaterpolski klub Zadar 1952
- Vaterpolski klub Zagreb
- Vaterpolski klub Zale
- Vaterpolski klub Zenta
- Vaterpolski klub ZPK
- Vaterpolo klub Zvončac